# Nikon 1 J
Les Nikon 1 J sont une série d'appareils photographiques hybrides grand public du fabricant japonais Nikon. Cette série se compose de cinq modèles : J1, J2, J3, J4 et J5.

## Nikon 1 J1
Le Nikon 1 J1 est un appareil photo hybride grand public commercialisé en novembre 2011.

## Nikon 1 J2
Le Nikon 1 J2 est un appareil photo hybride grand public commercialisé en août 2012.

## Nikon 1 J3
Le Nikon 1 J3 est un appareil photo hybride grand public commercialisé par Nikon en février 2013.

## Nikon 1 J4
Le Nikon 1 J4 est un appareil photo hybride grand public annoncé par Nikon en avril 2014. Il est équipé du processeur d'images Expeed 4A.

## Nikon 1 J5
Le Nikon 1 J5 est un appareil photo hybride grand public annoncé par Nikon en avril 2015. Ce modèle apporte un look plus rétro et un petit grip pour améliorer la préhension ainsi qu'un écran inclinable. Il possède un capteur de 20 mégapixels et un nouveau processeur Expeed 5A. L'appareil peut filmer en Ultra HD à une cadence de 15 im./s.